# Barrington (Rhode Island)
Barrington è una città degli Stati Uniti d'America, nella Contea di Bristol, nello Stato del Rhode Island.
La popolazione era di 16 819 abitanti nel censimento del 2000.